# Дементьев, Владимир Тимофеевич
Владимир Тимофеевич Дементьев (12 июля 1920, село Судбище, теперь Новодеревеньковского района Орловской области, Россия — 29 октября 2008, Москва) — советский военный деятель, политработник, член Военного совета — начальник Политуправления Киевского военного округа, генерал-полковник. Депутат Верховного Совета УССР 9-10-го созывов. Кандидат в члены ЦК КПУ в 1976—1986 г.

## Биография
Родился в семье крестьянина.
В 1938 году окончил учетно-экономический техникум Госбанка СССР. В 1938—1939 г. — инспектор Евлахского отделения Госбанка Азербайджанской ССР.
В Красной армии с 1939 года.
Участник Великой Отечественной войны с 1941 года. Красноармеец, секретарь, инструктор по кадрам политотдела 76-й стрелковой дивизии, заместитель командира артиллерийской батареи по политической части 51-й гвардейской стрелковой дивизии Юго-Западного и Сталинградского фронтов.
Член ВКП(б) с 1942 года.
В декабре 1942 — октябре 1944 г. — начальник клуба 51-й гвардейской стрелковой дивизии 21-й армии Воронежского и Прибалтийского фронтов.
С октября 1944 года — начальник Дома Красной армии 6-й гвардейской армии. Работал начальником Домов Красной армии ряда военных гарнизонов.
В 1952 году окончил Военно-политическую академию имени Ленина.
С 1952 г. — заместитель начальника политического отдела, начальник политического отдела — заместитель по политической части командира горно-стрелковой дивизии, 1-й заместитель начальника политического отдела армии Закавказского военного округа.
В 1961 году окончил Военную академию Генерального штаба Вооружённых Сил СССР.
В 1961—1964 г. — заместитель начальника Политического управления Группы советских войск в Германии.
В 1964—1968 г. — член Военного совета — начальник политического отдела гвардейской танковой армии Группы советских войск в Германии.
В 1968—1969 г. — 1-й заместитель начальника Политического управления Северо-Кавказского военного округа.
В мае 1969 — феврале 1975 г. — член Военного совета — начальник Политического управления Северо-Кавказского военного округа.
В феврале 1975 — марте 1982 г. — член Военного совета — начальник Политического управления Киевского военного округа.
В 1982—1985 г. — заместитель начальника Гражданской обороны СССР по политической части.
В 1985—1987 г. — военный консультант при начальнике Всесоюзного научно-исследовательского институт Гражданской обороны СССР.
В 1987 году вышел в отставку.
Проживал в Москве. Умер в октябре 2008 года.
Дед по материнской линии российского спортивного комментатора Владимира Стогниенко.

## Звания
- генерал-майор (22.02.1963)
- генерал-лейтенант (29.04.1970)
- генерал-полковник (14.2.1978)

## Награды
- орден Октябрьской Революции
- орден Красного Знамени (1967)
- три ордена Красной Звезды (1943;)
- орден Отечественной войны I ст.
- орден Отечественной войны II ст. (1945)
- Орден «За службу Родине в Вооруженных Силах СССР» III ст.
- медали